# Mert Dincer
Mert Dincer (* 16. April 2003 in Hamburg) ist ein deutscher Schauspieler mit türkischen Wurzeln.

## Leben
2014 hatte Dincer sein Fernsehdebüt in dem Oldenburger Tatort Die Feigheit des Löwen. Gleich im Anschluss spielte Dincer im Kieler Tatort Borowski und die Kinder von Gaarden mit. Im Kinofilm Willkommen bei den Hartmanns spielte Dincer die Rolle des Sammy. Seine erste Hauptrolle übernahm er in Zoros Solo von Regisseur und Drehbuchautor Martin Busker.

## Filmografie (Auswahl)
- 2014: Tatort – Die Feigheit des Löwen (Fernsehfilm)
- 2015: Tatort – Borowski und die Kinder von Gaarden (Fernsehfilm)
- 2015: Unter Gaunern (Fernsehserie, 1 Folge)
- 2016: Helen Dorn: Gefahr im Verzug (Fernsehfilm)
- 2016: Die Opfer – Vergesst mich nicht (Fernsehfilm, 2. Teil der Trilogie Mitten in Deutschland: NSU)[5]
- 2016: Willkommen bei den Hartmanns (Kinospielfilm)
- 2018: Bella Block – Am Abgrund (Fernsehfilm)
- 2019: Zoros Solo (Kinofilm)[6]
- 2020: König der Raben
- 2022: Rabiye Kurnaz gegen George W. Bush
- 2024: In aller Freundschaft – Die jungen Ärzte (Fernsehserie, Folge Hierarchien)
- 2024: The Ministry of Ungentlemanly Warfare